# Волова, Лариса Ивановна
Лариса Ивановна Волова (род. 15 августа 1940, Калинин) — юрист, специалист по проблемам международного права; выпускница юридического факультета Ростовского государственного университета (1964), доктор юридических наук с диссертацией о принципах территориальной целостности и неприкосновенности границ в международном праве (1982); профессор и заведующая кафедрой основ советского государства и права РГУ (1982); обладатель медали конкурса им. Гуго Гроция — в номинации «Лучший юрист-международник России» (1999); заслуженный работник высшей школы РФ.

## Работы
Лариса Волова является автором и соавтором более 200 научных публикаций, включая более семи монографий; она специализируется, в основном, на проблемах международного права, включая историю становления принципа нерушимости границ:
- «Плебисцит в международном праве» (М., 1972);
- «Принцип территориальной целостности и неприкосновенности в современном международном праве» (Ростов н/Д, 1981);
- «Нерушимость границ — новый принцип международного права» (Ростов н/Д, 1987);
- «Противоправность сепаратистских движений, с точки зрения международного права» (М., 1993);
- «Международное инвестиционное право» (Ростов н/Д, 2000);
- «Соотношение международного валютного права с валютным правом Российской Федерации» (Ростов н/Д, 2002).